# Bristol & Suburban Association Football League
De Bristol and Suburban Association Football League is een Engelse regionale voetbalcompetitie. De hoogste divisie bevindt zich op het 12de niveau in de Engelse voetbalpyramide. In totaal bestaat de League uit 7 divisies. De League is een van de 3 leveranciers voor clubs in de Gloucestershire County League.